# Bethlehem Female Seminary
Bethlehem Female Seminary var en flickskola i Germantown i Philadelphia i USA, grundad 1742. 
Skolan grundades av Benigna Zinzendorf år 1742. Det var en innovation som den första egentliga flickskolan i det senare USA, och den första flickskolan som även var en pension, och den första flickskolan som kallades Female Seminary.
Skolan omvandlades 1863 till Moravian College.